# Храмовый комплекс в Писцове
Храмовый комплекс в Писцове — церковь Рождества Пресвятой Богородицы (Церковь Троицы (зимняя)) и Троицы Живоначальной (Церковь Троицы (летняя)) и колокольни с торговыми рядами в селе Писцово Комсомольского района Ивановской области.

## Описание
Постановлением Совета Министров РСФСР от 30 августа 1960 года N 1327 комплекс отнесен к объектам культурного наследия.
Храмовый комплекс находится в самой высокой части села, на пересечении его главных улиц — Ивановской и Красноармейской и ориентирован вдоль последней. Формирование комплекса началось в начале XVIII века строительством церкви Троицы Живоначальной. В начале 19-го века вокруг церкви была построена ограда с четырьмя часовнями по углам. Ограда и две часовни утрачены.
Части комплекса:
- Церковь Рождества Пресвятой Богородицы
- Собор Троицы Живоначальной
- Часовня Параскевы Пятницы
- Часовня Троицы Живоначальной

## Галерея

Церковь, колокольня и торговые ряды
Церковь Рождества Пресвятой Богородицы
Церковь Святой Троицы